# Hugo Andore
Hugo Andore es uno de los personajes ficticios que forman parte de las series de videojuegos Final Fight y Street Fighter, creadas por la compañía Capcom.

## Historia
Hugo es hijo de una familia de terratenientes en Alemania. Crece en paz, pero su cuerpo empieza a crecer excesivamente, al igual que sus hermanos. De esa manera ellos terminan convirtiéndose casi en unos monstruos. Conscientes de esto, entrenan por años, llegando a tener una gran musculatura (su Hijo Andore Jr. también obtiene el crecimiento excesivo por lo que este decide entrenar para llegar a tener la misma musculatura de su padre y sus tíos). Un día la organización Mad Gear lo invita a él, a sus hermanos y a su hijo a integrarse a sus filas costeando todos los gastos, incluido el viaje a Estados Unidos, Hugo acepta con el sueño de poder entrar en la cuadrilla de luchadores de lucha libre de la nación del norte, Belger, el jefe de la Mad Gear, le garantizó una carrera en la lucha libre si trabajaba para su banda. Dentro de la organización conoce y se hace amigo de Poison. La banda criminal sembraría el terror en Metro City hasta que Mike Haggar, Cody Travers y Guy lograran desintegrarla. Hugo en esta ocasión caería derrotado en manos de Haggar.
Pasado un tiempo la banda se vuelve a organizar y Hugo se reintegra a sus filas. Buscando venganza secuestran a la hija del maestro de Guy. En esta ocasión son Maki Genryusai y Carlos junto con Haggar los que logran desarticular definitivamente la banda. Tras estos incidentes Hugo se integra a una nueva pandilla en Metro City la cual también es destruida por Guy y Haggar. Hugo entonces decide cambiar de rumbo y luchar por ser un wrestler solo con sus propios méritos.

## Street Fighter III: Second Impact
Hugo siguió entrenando y participando en peleas clandestinas, cuando se encuentra con Poison, ella lo ayuda como su mánager. Luego de un tiempo ella logra que Hugo tenga una oportunidad en la Federación de Lucha Libre y, derrotando con mucha facilidad a los adversarios, se convierte en campeón absoluto.
Para seguir demostrando su fuerza, se apuntó al tercer Street Fighter, donde luchó contra Ryu. A pesar de perder el combate, sobrevivió al Shin Sho Ryu Ken de Ryu, lo que le dio bastante fama.
Hugo también hace una pequeña aparición en el Final Fight Streetwise, como un duro personaje de las Pit Fights, y hace un cameo en el escenario de Guy en el juego Street Fighter Alpha 3, junto con su amiga Poison.

## Street Fighter x Tekken
Hugo aparece en el crossover Street Fighter x Tekken, esta vez su compañera de etiqueta es su mánager y amiga Poison

## Ultra Street Fighter IV
Debido al éxito y acogida que Hugo tuvo en el crossover Street Fighter x Tekken, Hugo será incluido en la siguiente entrega de la franquicia de Street Fighter (Junto con Poison, Rolento, Elena) y Decapre un personaje que nunca ha salido en las otras franquicias.
Después de la desintegración de la Mad Gear, Hugo vivió un tiempo como un trabajador de la construcción ganándose la vida honradamente. Cuando una turba de exmiembros de la Mad Gear (Simmons, Two P, J, G. Oriber, Dug, Jake, entre otros) vinieron a él en busca de una pelea, él era un hombre roto a llorar por las patatas de su madre. Cuando uno de los matones dice que él es como una patata a sí mismo y lo golpea, Hugo se enfurece y los azota, y este decidió ir a un nuevo torneo del SIN para mostrar su fuerza.  
Después de derrotar a uno de los seres artificiales de M. Bison en un ring de lucha libre, su ex-compañera Poison se acerca a él, ofreciéndose a ser su mánager. Hugo se niega, diciendo que no va a recibir órdenes ya. Poison dice que no va a ser su jefe, pero que él podría utilizar su ayuda porque tiene el cerebro de una patata. Ante esto, Hugo vuelve pensativo. Poison interpreta esto como falta de interés y anuncia que ella le dejará en paz, como si ella se queda por más tiempo que va a convertirse en una patata también. Hugo, emocionado, le dice que la llevará hasta en su oferta y que ella puede ser una patata también.

## Apariencia
Él es muy alto mide aproximadamente 2.40 metros y pesa 200 kilos. Hugo es el segundo luchador humano más alto en todos los videojuegos de lucha desarrollados hasta hoy (después de Faust (Dr. Baldhead), de Guilty Gear X2 que mide 2.82 metros). Tiene el cabello negro, medianamente largo y despeinado, vistiendo una camiseta rosa con aplicaciones, un pantalón del mismo color, muñequeras de cuero, zapatos marrones normales y alrededor de su cadera, una cadena metálica.

## Habilidades de lucha
Hugo es bastante lento en los movimientos: deja colgar su cabeza cuando se adelanta o camina hacia atrás, y cuando salta o empieza a correr, crea fuertes ondas en el suelo. Le técnica de combate que Hugo usa más es el continuo ataque físico usando patadas y puños, pero además cuenta con los siguientes movimientos:
- Smiting Slap: Hugo hace un pequeño salto en el aire y, con la fuerza de sus brazos, aplasta las manos contra el oponente, dañándolo.

- Rolling Press: Un agarre devastador: Hugo toma al oponente, salta lo más alto posible y, girando continuamente, una vez que llega a su límite, pone el oponente abajo de sí mismo y lo aplasta.

- Buffalo Run: Hugo corre contra el adversario, lo toma inesperadamente, corre hacia a la pared y aplasta a su oponente contra a ella, dañándolo gravemente.

- Buffalo Fist: Igual que el Buffalo Run, Hugo corre contra el adversario, pero lo daña con una Clothesline.

- Reversal Crushing: Hugo, repentinamente, salta hacia el oponente y, tomándolo en el aire, lo daña usando su espalda como vector y lo lanza lejos.

## Super Ataques
Como todos los otros personaje de la serie Street Fighter III, Hugo posee tres SUPER!:
- Gigas Breaker (Primer SUPER!: Hugo simplemente coge a su oponente, salta tres veces en el aire: las dos primeras empiezan con un agarre y termina con un ataque sobre la espalda; el último termina con una Rolling Press

- Megaton Press (Segundo SUPER!): como la Reversal Crushing, Hugo salta y toma a su oponente, gira repetidamente en el aire y, cuando baja en el suelo, pone su adversario bajo él y lo aplasta

- Hammer frenzy (Tercer SUPER!): Hugo corre contra su oponente y, cuando está cerca, ataca continuamente.

## Apariciones
- Final Fight

- Final Fight 2

- Final Fight 3

- Final Fight Revenge

- Street Fighter III: Second Impact

- Street Fighter III: 3rd Strike

- SNK vs Capcom Chaos

- Street Fighter vs Tekken

- Ultra Street Fighter IV

## Curiosidades
- Hugo es un homenaje al famoso y también gigantesco luchador André el Gigante. Su nombre es también el mismo del personaje de Los Jefferson Hugo Mojoloweski, el masivo ex-bodyguard de George Jefferson.

- Todos los hermanos de Hugo son luchadores para la organización "Mad Gear" de Final Fight.

- En un escenario de Super Street Fighter IV se ve un cameo de Hugo.

## Otros datos
- Gusta: Trabajar en equipo, Poison.
- Lo que más odia: Las personas que hacen daño a sus amigos.
- Pasatiempos: Gimnasio, levantar pesas.
- Comida favorita: Comida china

- Datos: Q3278828